# Église Saint-Pélade de Réallon
L'église Saint-Pélade est une église située à Réallon dans les Hautes-Alpes, en France. Elle est dédiée à saint Pelade, évêque d'Embrun au VIe siècle.

## Protection et label
L'église est partiellement classée (le seul clocher) monument historique depuis 1948.
Trois tableaux situés à l'intérieur de l'édifice sont inscrits au titre d'objets :
- l'Adoration des Mages[2] ;
- la Donation du rosaire à sainte Catherine de Sienne[3] ;
- la Mort de saint Joseph[4].